# Тест Дрейза
Тест Дрейза (англ. Draize Test) — тест на токсичність, розроблений у 1944 році токсикологами FDA Джоном Дрейзом і Джейкобом Спайнсом. Спочатку використовувався для тестування косметики. Процедура включає в себе нанесення 0,5 мл або 0,5 г досліджуваної речовини на очі або шкіру знерухомленої притомної тварини, а потім змивання речовини через певний час і фіксацію наслідків. Тварини спостерігаються протягом 14 днів для відстеження ознак еритеми і набряку при тесті на шкірі, або ж почервоніння, набряку, виділення, виразки, кровотечі, потьмарення або сліпоти при тесті на очах. Тест зазвичай проводиться на кроликах-альбіносах, хоча використовуються й інші види, у тому числі собаки. Якщо тест викликає необоротне пошкодження очей або шкіри, тварин піддають евтаназії. Якщо продукт не викликає незворотних ушкоджень, тварини можуть бути використані для нового тесту.
Критики вважають тест жорстоким, а також ненауковим — через відмінності між очима кролика та людини й через суб'єктивний характер візуальної оцінки. FDA підтримує тест, заявляючи, що «на сьогоднішній день, жоден тест або серія тестів не були прийняті науковим співтовариством як заміна [для] … тесту Дрейза». Через свою суперечливість використання тесту Дрейза в США і Європі знизилося в останні роки, іноді при його використанні вводять анестетики і більш низькі дози досліджуваних речовин. Хімічні речовини, що демонструють негативні наслідки in vitro, на даний час не використовуються в тестах Дрейза, таким чином, зменшуючи кількість і тяжкість проведених тестів.